# Taivo Arak
Taivo Arak (em russo:  Тайво Викторович Арак; Tallinn, 2 de novembro de 1946 – Estocolmo, 17 de outubro de 2007) foi um matemático estoniano (e soviético), especialista em probabilidade.

## Biografia
Graduado em 1969 pela Universidade Estatal de São Petersburgo. Recebeu em 1972 o grau de Candidato de Ciências, orientado por Ildar Abdulovich Ibragimov.
Obteve em 1983 o grau de Doktor nauk.
Foi palestrante convidado do Congresso Internacional de Matemáticos em Berkeley, Califórnia (1986: A class of Markov fields with finite range).

## Publicações selecionadas
- com Andrei Yuryevich Zaitsev: Uniform limit theorems for sums of independent random variables. Col: Proceedings of the Steklov Institute of Mathematics, Vol. 174. [S.l.]: American Mathematical Soc. 1988
- com Donatas Surgailis: «Markov fields with polygonal realizations». Probability Theory and Related Fields. 80 (4): 543–579. Fevereiro de  1989. doi:10.1007/BF00318906
- com D. Surgailis: «Markov random graphs and polygonal fields with Y-shaped nodes». In: Probability theory and mathematical statistics. Col: Proc. 5th Vilnius conference, vol. 1. [S.l.: s.n.] 1990. pp. 57–67
- com Peter Clifford ae D. Surgailis: «Point-based polygonal models for random graphs». Advances in Applied Probability. 25 (2): 348–372. 1993. doi:10.2307/1427657